# Principato di Calvaruso
Il Principato di Calvaruso fu uno stato feudale esistito tra gli inizi del XVII secolo e gli inizi del XIX secolo, che corrispondeva al territorio di Calvaruso, odierna frazione di Villafranca Tirrena, comune della città metropolitana di Messina.

## Storia
La terra di Calvaruso, nel Val Demone fu infeudata in epoca aragonese da Perrone Gioeni, appartenente alla nobile dinastia di derivazione angioina, su concessione del re Federico III di Sicilia. Il nipote omonimo Perrone, nel 1397 la vendette a Giovanni di Taranto, giudice della Gran Corte. Il figlio di questi, anch'egli nominato Giovanni, permutò la baronia di Calvaruso con Nicolò Castagna, tesoriere del Regno, che gli assegnò altri feudi e divenne nuovo feudatario nel 1399.
Dai Castagna, il possesso della terra di Calvaruso passò per via ereditaria ai Ventimiglia, ai La Grua, ai Pollicino e infine ai Moncada. A metà XVI secolo, la famiglia Pollicino, titolare del feudo di Calvaruso, si estinse in linea maschile diretta con Giliberto. Erede fu la sorella Agnese che sposò Federico Moncada dei conti di Adernò, il quale poi ereditò a sua volta il feudo per la morte della consorte avvenuta nel 1534, divenendo così barone di Calvaruso, di Monforte, di Saponara e di Tortorici.
La baronia di Calvaruso fu elevata a principato per investitura al titolo di I principe di Calvaruso di Cesare Moncada Saccano (1588-1648), con privilegio concessogli il 20 giugno 1628 da parte del re Filippo IV di Spagna, ed esecutoriato l'11 settembre dell'anno medesimo. Nel 1805, morì senza eredi il principe Vincenzo Moncada Di Giovanni, la cui unica figlia, Elisabetta, gli era premorta nel 1775; il 2 ottobre 1808, il giudice della Regia Gran Corte, il dottor Demetrio Carpinteri, assunse la carica di amministratore giudiziario per il legittimo successore da dichiararsi.
Con la promulgazione della Costituzione siciliana del 1812 concessa dal re  Ferdinando III di Borbone, che sancì la fine del feudalesimo nel Regno di Sicilia, il Principato di Calvaruso venne soppresso. Malgrado la mancata dichiarazione del successore del Moncada, il Principe di Calvaruso ebbe un seggio di rappresentanza alla Camera dei pari del Regno di Sicilia nel 1812-16.
Il titolo di Principe di Calvaruso passò ai Trigona dei baroni di Mandrascati, con Orietta Stella Moncada sposata a Benedetto Trigona, figlia di Antonio, duca di Castel di Mirto e marchese di Bonagria, e di Maria Amalia Moncada Natoli, sorella maggiore di Francesco, principe di Montecateno, e genero dell'ultimo Principe di Calvaruso, che non ebbe figli. Avendo la Stella ereditato il feudo di Calvaruso, il titolo venne riabilitato con il Regno d'Italia da Antonino Trigona Notarbartolo, suo discendente, il quale ne fece richiesta, e gli fu concesso con Regio Decreto del 16 maggio 1912.

## Cronotassi dei Principi di Calvaruso

### Epoca feudale
- Cesare Moncada Saccano (1628-1648)
- Giacomo Moncada Saccano (1656-1692)
- Giacomo Moncada Marini (1692-1743)
- Guglielmo Moncada La Rocca (1745-1767)
- Vincenzo Moncada Di Giovanni (1767-1805)

### Epoca post-feudale
- Antonino Trigona Notarbartolo (1912-1918)
- Benedetto Trigona Maurici (1918-1934)
- Antonio Trigona Dusmet de Smours (1934-1946)